# Kostel svatého Vavřince (Ronov nad Doubravou)
Kostel svatého Vavřince v Ronově nad Doubravou je poměrně veliký římskokatolický farní kostel z roku 1857 vystavěný v pseudobarokním slohu. Nachází se na Chitussiho náměstí.
Při kostele je farnost Ronov nad Doubravou. Duchovní správu vykonává administrátor Mgr. Milan Vrbiak, farář a děkan.

## Popis
Kostel kostel sv. Vavřince se nachází přibližně uprostřed náměstí ve tvaru obdélníku pojmenovaném po zdejším rodákovi, malíři Antonínu Chitussim.

### Kostel svatého Vavřince

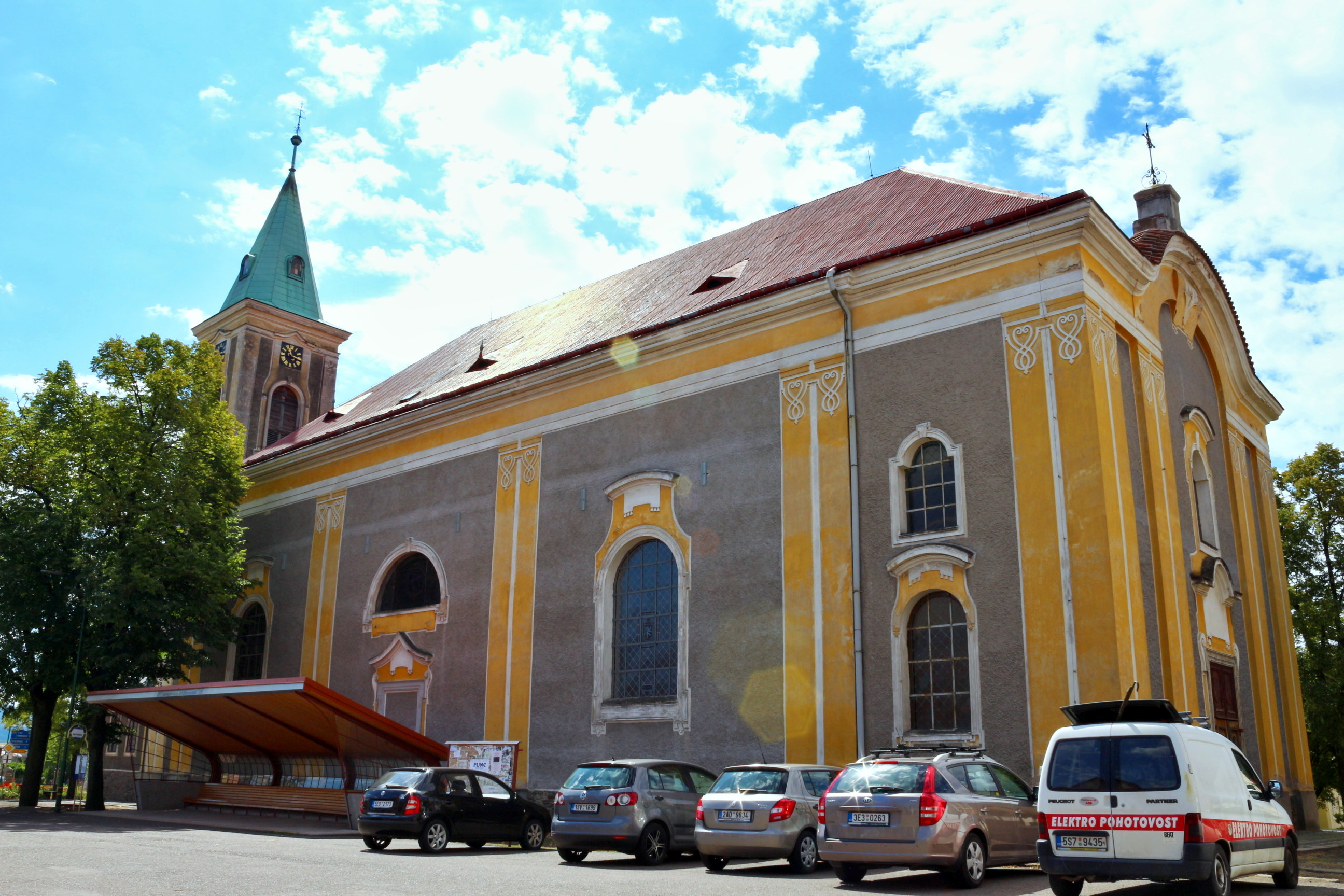
Kostel svatého Vavřince

Ronovský kostel sv. Vavřince je jednolodní pseudobarokní stavba z let 1849-1852 dle návrhu architekta Františka Palečka. Na jeho místě stával starší gotický kostel postavený před rokem 1358, k jehož výstavbě dal v roce 1334 povolení král Jan Lucemburský. Na stavbu bylo použito smíšené zdivo: kámen a cihly.

### Interiér
Na stropě kostela jsou fresky namalované Jaroslavem Majorem, členem benediktinského řádu v Emauzech. Jedná se o kopie originálů italských malířů Francassiniho a Grandiho z chrámu v Římě, které zachycují výjevy ze života sv. Vavřince.